# PARAFE
PARAFE (abreviatura de Passage Automatisé Rapide Aux Frontières Extérieures o paso rápido automatizado en las fronteras exteriores) es un sistema de verificación de pasaportes y control fronterizo implementado en Francia y operado por guardias fronterizos franceses. PARAFE consiste en puertas automatizadas de autoservicio, ubicadas en ciertos puntos de control fronterizos franceses (en las salas de llegadas y salidas) y ofrecen una alternativa más rápida a los controles manuales en mostradores atendidos por guardias fronterizos. Las puertas utilizan tecnología de reconocimiento facial para verificar la identidad del usuario frente a los datos almacenados en el chip de su pasaporte biométrico.
Las puertas PARAFE están disponibles para viajes desde o hacia países que no son signatarios de los acuerdos de Schengen.

## Elegibilidad

### Elegibilidad para entrada y salida
En la actualidad, los ciudadanos de los siguientes países pueden utilizar las puertas PARAFE tanto para entrar como para salir del espacio Schengen, siempre que tengan 18 años o más y posean pasaportes biométricos válidos. 
| - UE/EEE - Suiza - Andorra - Mónaco - San Marino | - Australia - Reino Unido - Canadá - Japón - Nueva Zelanda - Singapur - Corea del Sur - Estados Unidos | - Argentina - Chile - México - Perú |

Antes del 30 de marzo de 2019, solo los titulares de pasaportes biométricos de la UE/EEE y Suiza podían utilizar las puertas PARAFE. El 30 de marzo de 2019, se amplió la elegibilidad a los titulares de pasaportes biométricos andorranos, monegascos y sanmarinenses.  El 31 de diciembre de 2020, la elegibilidad se amplió aún más a los titulares de pasaportes biométricos de Australia, Canadá, Japón, Nueva Zelanda, Singapur, Corea del Sur y Estados Unidos, y continuó para los titulares de pasaportes británicos después del final del período de transición del Brexit.
El 30 de junio de 2023, la elegibilidad se amplió aún más a los titulares de pasaportes biométricos argentinos, chilenos, mexicanos, israelíes y peruanos. 

### Elegibilidad para entrada únicamente (menores de edad)
Los menores de entre 12 y 17 años que posean un pasaporte biométrico válido de los indicados en la tabla anterior también pueden utilizar las puertas al llegar al territorio Schengen, pero no al salir, porque las autoridades francesas tienen normas estrictas sobre los menores no acompañados que salen del país. 

### Elegibilidad solo para salida
El 30 de junio de 2023, la elegibilidad para salir del espacio Schengen se amplió a todos los adultos (de 18 años o más), sin condición de ciudadanía.  Los viajeros seguirán sujetos a la posesión de un pasaporte biométrico válido. A partir de julio de 2023, esto significa que los titulares de pasaportes de los siguientes países pueden utilizar PARAFE: 
| - Albania - Argelia - Azerbaiyán - Bahamas - Barbados - Benín - Bosnia y Herzegovina - Brasil - Camerún - China - Timor Oriental - Ecuador - Georgia - Costa de Marfil - Kazajistán | - Kuwait - Líbano - Malasia - Maldivas - Marruecos - Moldavia - Montenegro - Macedonia del Norte - Nepal - Omán - Panamá - Paraguay - Filipinas - Catar - Rusia - Ruanda - San Vicente y las Granadinas - San Cristóbal y Nieves | - Serbia - Taiwán - Tayikistán - Tanzania - Tailandia - Turkmenistán - Emiratos Árabes Unidos - Uganda - Ucrania - Uruguay - Uzbekistán - Vaticano - Zimbabue |

### Naturaleza opcional
El sistema PARAFE no es obligatorio. Los viajeros pueden optar por el control manual de sus documentos de viaje por parte de un guardia fronterizo en el puesto de control. 

## Operación
Para utilizar las puertas PARAFE, el viajero debe tener un pasaporte biométrico de uno de los países elegibles (estos pasaportes electrónicos tienen el logotipo biométrico en la portada).  Un ordenador en el escáner de la puerta lee toda la información contenida en el chip dentro del pasaporte, mientras una cámara toma una fotografía del pasajero a partir de la cual se verifican los patrones biométricos contra los de la fotografía guardada en el chip del pasaporte.  El escáner de la puerta del pasaporte electrónico lee toda la información contenida en el chip dentro del pasaporte y compara los datos con numerosas bases de datos para determinar si el viajero es un riesgo para la seguridad, mientras una cámara toma una fotografía del viajero y un oficial en una estación de control detrás de las puertas verifica que la imagen capturada por la cámara coincida con la del pasaporte (reconocimiento facial). Una vez completado el proceso de verificación de datos y reconocimiento facial, las puertas se abrirán automáticamente, lo que significa que el viajero puede ingresar y/o salir del país, o permanecerán cerradas y se iluminará un ícono de parada, lo que demuestra que el viajero no pasó los controles de seguridad y se reunirá personalmente con los funcionarios de inmigración.

## Disponibilidad
Actualmente, las puertas PARAFE están disponibles en las siguientes ubicaciones:
- Aeropuerto de París Charles de Gaulle
- Aeropuerto de París Orly
- Aeropuerto de Burdeos-Mérignac
- Aeropuerto EuroAirport Basel-Mulhouse-Friburgo
- Aeropuerto de Marsella-Provenza
- Aeropuerto de Lyon-Saint-Exupéry
- Aeropuerto de Niza
- Terminal Eurostar París Gare du Nord
- Terminal Eurostar London St Pancras (controles yuxtapuestos)
- Terminal Eurotunnel Folkestone (controles yuxtapuestos)[cita requerida]
- Terminal del Eurotúnel de Calais[cita requerida]
- Puerto de Calais